# Schafhof (Eschau)
Schafhof (auch: Schafhof zu Sommerau)  ist ein Gemeindeteil des Marktes Eschau im unterfränkischen Landkreis Miltenberg in Bayern. Die Einöde liegt in der Gemarkung Sommerau an der Kreisstraße MIL 26 und ist ein ehemaliger landwirtschaftlicher Gutshof der Freiherren von Fechenbach/Aufseß.

## Geschichte
Im Renovirten Grundsteuerkataster von 1856 sind die Gutsbesitzer Hartmann Freiherr von Fechenbach zu Sommerau und Friedrich Karl Joseph Freiherr von Fechenbach zu Laudenbach eingetragen.
Nach der Uraufnahme 1844 bestand der Schafhof aus zwei benachbarten Hofstellen, dort gibt es auch zwei Hausnummern, 62 (heute Schafhof 1) und 63. Die zweite Hofstelle mit der Hausnummer 63 lag etwa 30 m weiter nördlich der Hausnummer 62, links und rechts der heutigen Eichelsbacher Straße. Das Anwesen mit der Nummer 63 ist abgegangen, und es ist davon auch nichts mehr zu sehen.
Von der früheren, heute zugemauerten Torbogeneinfahrt stammt vermutlich der Schlussstein mit der Jahrzahl 1777.
Gegen Ende des 19. Jahrhunderts wurde der Schafhof verpachtet. Die ersten Pächter war die Familie Hieronymus Zöller und nach dessen Tod 1931 eine Familie Seufert. Ab 1935 wurde der Schafhof an die Familie Hermann und Charlotte Kuttruf verpachtet, die das Hofgut 1955 käuflich erwarb und über weitere zwei Generationen bis 2013 bewirtschaftete. Danach erwarb Volker Mergler den ehemaligen Gutshof mit angegliederter Gaststätte und Fremdenpension.
Am Karfreitag, 30. März 1945, wurde der Schafhof von den vorrückenden Amerikanern von Eichelsbach her unter Feuer genommen und brannte komplett aus.

## Sagen

### Der Schafhofbauer
Nahe dem Elsavatale, zwischen den Dörfern Eichelsbach und Sommerau, steht droben auf dem Hügel ein Bauernhof. Der hatte eine große Scheune mit zwei Toren, eines an der Vorder- und eines an der Rückseite. Durch diese Scheune zog alle Jahre am 27. Dezember der Wilde Jäger. Und der Bauer öffnete jedes Mal die Torflügel, damit das wilde Heer seinen Weg nehmen konnte. Dieses setzte bei Kleinwallstadt über den Main, fuhr gegen Hofstetten, alsdann die Eichelsbacher Höhe hinauf und drüben hinab mitten durch die Scheune des Schafhöfers. Einmal nun vergaß der Bauer die Tore zu öffnen. Der Wilde Jäger kam wie immer den Berg herunter, von einer Menge bellender Hunde begleitet. Als der Bauer in der Stube den Lärm vernahm, erschrak er. Die Scheunentore! Er eilte, so schnell er konnte, hinaus. Doch es war zu spät. Zornig wütete das wilde Heer vor der versperrten Bahn. Die Hunde kläfften und heulten. Dann aber nahm der Wilde Jäger seinen Weg um die Scheune statt hindurch und jagte ins Tal hinunter.
Es wurde Frühling und Sommer. Die Ernte kam. Früher hatten die Felder des Bauern immer reiche Frucht getragen. Und diesmal? Wohin man auch sah, erblickte man nur mageres Korn; die Halme standen so dünn, dass man dazwischen hindurchgehen konnte. Und das Gras lag wie tot auf dem Boden und streckte sich nicht. So wurde die Scheune diesmal nicht halb so voll als in den vorhergegangenen Jahren.